# Dirka po Španiji 1971
Dirka po Španiji 1971 (špansko Vuelta a España 1971) je 26. izvedba dirke po Španiji, tritedenske moške cestne kolesarske etapne dirke. Začela se je 29. aprila v Almeríi in končala 16. maja v Madridu. Sodelovalo je 110 kolesarjev iz 11-ih ekip. Rumeno majico je prvič osvojil Ferdinand Bracke, drugo mesto Wilfried David (oba Peugeot–BP–Michelin), tretje pa Luis Ocaña (Bic). Modro majico je osvojil Cyrille Guimard (Fagor–Mercier–Hutchinson), zeleno majico Joop Zoetemelk (Flandria–Mars), sivo in rdečo majico pa Cyrille Guimard (Fagor–Mercier–Hutchinson).

## Ekipe
- Bic
- Fagor–Mercier–Hutchinson
- Flandria–Mars
- Goldor
- Goudsmit–Hoff
- Karpy
- Kas–Kaskol
- La Casera–Peña Bahamontes
- Orbea-O.A.R.-Legnano
- Peugeot–BP–Michelin
- Werner

## Etape
| Etapa | Datum     | Štart/Cilj                       | Razdalja | Tip     | Tip                  | Zmagovalec                  |
| ----- | --------- | -------------------------------- | -------- | ------- | -------------------- | --------------------------- |
| P     | 29. april | Almería – Almería                | 4,2 km   |         | posamični kronometer | René Pijnen (NED)           |
| 1     | 30. april | Almería – Águilas                | 126 km   |         |                      | Ger Harings (NED)           |
| 2     | 1. maj    | Águilas – Calp                   | 245 km   |         |                      | Eddy Peelman (BEL)          |
| 3     | 2. maj    | Calp – La Pobla de Farnals       | 164 km   |         |                      | Cyrille Guimard (FRA)       |
| 4     | 3. maj    | La Pobla de Farnals – Benicàssim | 175 km   |         |                      | Hubert Hutsebaut (BEL)      |
| 5     | 4. maj    | Benicàssim – Salou               | 172 km   |         |                      | René Pijnen (NED)           |
| 6     | 5. maj    | Salou – Barcelona                | 149 km   |         |                      | Eddy Peelman (BEL)          |
| 7     | 6. maj    | Barcelona – Manresa              | 179 km   |         |                      | Walter Godefroot (BEL)      |
| 8     | 7. maj    | Balaguer – Jaca                  | 211 km   |         |                      | Walter Godefroot (BEL)      |
| 9     | 8. maj    | Jaca – Pamplona                  | 175 km   |         |                      | Agustín Tamames (ESP)       |
| 10    | 9. maj    | Pamplona – San Sebastián         | 120 km   |         |                      | Gerard Vianen (NED)         |
| 11a   | 10. maj   | San Sebastián – Bilbao           | 140 km   |         |                      | Gerben Karstens (NED)       |
| 11b   | 10. maj   | Bilbao – Bilbao                  | 2,65 km  |         | posamični kronometer | José Antonio González (ESP) |
| 12    | 11. maj   | Bilbao – Vitoria                 | 185 km   |         |                      | Luis Ocaña (ESP)            |
| 13    | 12. maj   | Vitoria – Torrelavega            | 208 km   |         |                      | Eddy Peelman (BEL)          |
| 14    | 13. maj   | Torrelavega – Burgos             | 192 km   |         |                      | Wilfried David (BEL)        |
| 15    | 14. maj   | Burgos – Segovia                 | 188 km   |         |                      | Cyrille Guimard (FRA)       |
| 16    | 15. maj   | Segovia – Ávila                  | 114 km   |         |                      | Joop Zoetemelk (NED)        |
| 17a   | 16. maj   | Ávila – Madrid                   | 138 km   |         |                      | Willy Scheers (BEL)         |
| 17b   | 16. maj   | Madrid – Madrid                  | 5,3 km   |         | posamični kronometer | René Pijnen (NED)           |
|       | Skupaj    | Skupaj                           | 2892 km  | 2892 km | 2892 km              | 2892 km                     |

## Končna razvrstitev
| Legenda | Legenda                                    | Legenda | Legenda                          |
| ------- | ------------------------------------------ | ------- | -------------------------------- |
|         | Predstavlja vodilnega v skupnem seštevku   |         | Predstavlja vodilnega po točkah  |
|         | Predstavlja vodilnega v gorski razvrstitvi |         | Predstavlja vodilnega v šprintih |
|         | Predstavlja vodilnega v kombinaciji        |         |                                  |

### Rumena majica
| Poz. | Kolesar                    | Ekipa                     | Čas         |
| ---- | -------------------------- | ------------------------- | ----------- |
| 1    | Ferdinand Bracke           | Peugeot–BP–Michelin       | 73h 50' 05" |
| 2    | Wilfried David             | Peugeot–BP–Michelin       | + 59"       |
| 3    | Luis Ocaña                 | Bic                       | + 1' 51"    |
| 4    | Miguel María Lasa          | Orbea-O.A.R.-Legnano      | + 2' 18"    |
| 5    | Manuel Galera Magdelano    | Karpy                     | + 2' 37"    |
| 6    | Joop Zoetemelk             | Flandria–Mars             | + 2' 48"    |
| 7    | Agustín Tamames            | Werner                    | + 5' 15"    |
| 8    | Antonio Martos Aguilar     | Werner                    | + 5' 45"    |
| 9    | Raymond Poulidor           | Fagor–Mercier–Hutchinson  | + 6' 01"    |
| 10   | Luis Balagué Carreño       | Werner                    | + 6' 17"    |
| 11   | Edy Schütz                 | Flandria–Mars             |             |
| 12   | Cyrille Guimard            | Fagor–Mercier–Hutchinson  |             |
| 13   | Eufronio Enrique Santos    | La Casera–Peña Bahamontes |             |
| 14   | Antonio Menéndez           | La Casera–Peña Bahamontes |             |
| 15   | Wim Schepers               | Goudsmit–Hoff             |             |
| 16   | Domingo Perurena Tellechea | Kas–Kaskol                |             |
| 17   | Bernard Labourdette        | Bic                       |             |
| 18   | Ventura Díaz Arrey         | Werner                    |             |
| 19   | Gonzalo Aja Barguin        | Karpy                     |             |
| 20   | Rolf Wolfshohl             | Fagor–Mercier–Hutchinson  |             |
| 21   | Antonio Gómez del Moral    | Karpy                     |             |
| 22   | Andrés Oliva Sánchez       | La Casera–Peña Bahamontes |             |
| 23   | Eduardo Castelló Villanova | Karpy                     |             |
| 24   | José Gómez                 | Werner                    |             |
| 25   | José Luis Abilleira        | La Casera–Peña Bahamontes |             |